# Guerra civil serbia de 1331
La guerra civil serbia de 1331 (en serbio: Династички рат у Србији) estalló tras la decisión del rey Esteban Dečanski de no continuar la campaña contra el Imperio bizantino cuando tuvo la oportunidad tras la victoria en la batalla de Velbazhd contra Bulgaria, alejando a gran parte de la nobleza, que se dividió apoyando ya sea Dečanski o su hijo, Esteban Dušan.

## Antecedentes
En 1330, Bulgaria y el Imperio bizantino formaron una alianza, que buscaba invadir Serbia. En 1330, el rey joven Esteban Dušan derrotó al zar búlgaro Miguel Shishman en la batalla de Velbazhd, después de lo cual el rey Esteban Dečanski nombró a su sobrino Iván Esteban en el trono búlgaro en agosto.

## Historia
La decisión de Dečanski de no atacar a los bizantinos después de la victoria en Velbazhd contra Bulgaria resultó en la alienación de muchos nobles, que buscaban expandirse hacia el sur. En enero o febrero de 1331, Dušan estaba discutiendo con su padre, quizás presionado por la nobleza. Según fuentes pro-Dušan contemporáneas, los malvados consejeros volvieron a Dečanski contra su hijo; decidió apoderarse de Dušan y excluirlo de su herencia. Dečanski envió un ejército a Zeta contra su hijo, el ejército devastó Skadar, pero Dušan había cruzado el río Bojana. Un breve período de anarquía en partes de Serbia tuvo lugar antes de que el padre y el hijo firmaran la paz en abril de 1331. Tres meses después, Dečanski ordenó a Dušan que se reuniera con él. Dušan temía por su vida y sus consejeros lo persuadieron para resistir, por lo que Dušan marchó desde Skadar hasta Nerodimlje, donde asedió a su padre. Dečanski huyó y Dušan capturó el tesoro y su familia. Luego persiguió a su padre, alcanzándolo en Petrić. El 21 de agosto de 1331, Dečanski se rindió y, por consejo o insistencia de los asesores de Dušan, fue encarcelado. Dušan fue coronado rey de todas las tierras serbias y marítimas en la primera semana de septiembre.
La guerra civil había impedido que Serbia ayudara a Iván Esteban en Bulgaria, que fue depuesto en marzo de 1331 y se refugió en las montañas. Iván Alejandro de Bulgaria temía por el peligro de Serbia ya que la situación allí se había resuelto e inmediatamente buscó la paz con Dušan. Como Dušan quería moverse contra el Bizancio más rico, los dos hicieron la paz y una alianza en diciembre de 1331, aceptando a Iván Alejandro como gobernante. Se selló con el matrimonio de Dušan y Helena, la hermana de Iván Alejandro.

## Consecuencias
Más tarde, Dušan conquistó la mayor parte del Imperio bizantino y fue coronado emperador en 1346.